# Ángela Betancourt
Ángela Betancourt (ciudad de Colima, 14 de junio de 1873-11 de marzo de 1971) fue una pintora mexicana. 
Estudió en la Escuela Superior de Señoritas, interesándose a muy temprana edad por la pintura. Betancourt fue una de las alumnas más destacadas de Senorina Merced Zamora, quien por muchos años impartió la cátedra de pintura en la Normal de Colima. Luego del fallecimiento de Senorina Merced, Betancourt la sustituyó, impartiendo por más de 35 años la materia de arte. Betancourt se distinguió como paisajista y retratista y participó en exposiciones de dibujo y pintura en varias exposiciones de la república mexicana. Murió el 11 de marzo de 1971 cuando tenía a los 97 años. Algunas de sus obras se encuentran en la Pinacoteca Universitaria Alfonso Michel.